# Fantastique
Fantastique – duet dyskotekowy z Holandii w składzie: Astrid Leuwener i Dick Van Dam. Założony został w Haarlemie (północno-zachodnia Holandia) przez znanych producentów z wytwórni Cat Music – Geertjan J. Hessing, Aart Mol, Elmer F. Veerhoff, Erwin van Prehn, Cees R. Bergman. Początkowo zespół występował pod nazwą Catapult (do 1979), a następnie jako The Monotones. Na początku lat osiemdziesiątych wylansował kilka udanych przebojów w klimacie grupy Ottawan cieszących się sporym powodzeniem na dyskotekowych listach przebojów w Europie, z których największym był utwór Everybody Loves The Sunshine z roku 1983.
Inne przeboje zespołu: Mama Told Me (1981), Costa Blanca (1982), Moi Et Toi, Maria No Mas, Your Hand In My Hand, Musica Fantastica.

## Dyskografia
Albumy
- 1982 – Fantastique

Single
- 1981 – Mama Told Me/Musica Fantastica (CNR 141782)
- 1981 – Mama Told Me/Musica Fantastica [12"] (CNR 151051)[1]
- 1982 – Costa Blanca/Poco Musica (CNR 141902)[2]
- 1982 – Maria No Mas/Musica Maria (CNR 141841)[3]
- 1982 – Your Hand In My Hand (CNR 141931)[4]
- 1983 – Everybody Loves The Sunshine/Sing Along (CNR 142007)[5]